# ورزشگاه البلدی
ورزشگاه البلدی (به عربی: ملعب البلدي) ورزشگاهی چندمنظوره در ادلب، سوریه می‌باشد. امروزه از آن بیشتر برای برپایی مسابقه‌های فوتبال استفاده می‌شود. این ورزشگاه گنجایش ۱۵٬۰۰۰ نفر تماشاچی را دارد.